# Fabian Le Castel
Fabian Le Castel est un humoriste et imitateur belge, né à Mouscron le 31 juillet 1986.

## Biographie
Fabian Le Castel accomplit ses études secondaires au collège Sainte-Marie de Mouscron puis à l'institut Saint-Charles de Luingne. Il commence sa carrière d'imitateur à partir de 2008, participant à de nombreux festivals du rire ou d'imitation et en y remportant une dizaine de prix. En 2012, il intègre la Revue du Théâtre des Galeries à Bruxelles en tant qu'imitateur vedette. Il rencontre Jérôme de Warzée qui lui écrit des sketches pour la radio où il imite différentes personnalités.
En 2016, il rejoint l’émission d’humour de La Deux Le Grand Cactus présentée par Adrien Devyver et Jérôme de Warzée. Il y côtoie d’autres humoristes belges comme Kody, Martin Charlier, James Deano, Sarah Grosjean ou Freddy Tougaux. Il y joue principalement l'invité interviewé en plateau par Jérôme de Warzée sous les traits et les voix de personnalités aussi diverses que Maggie De Block, François Hollande, Franck Dubosc, Charles Michel, Michel Daerden, Vladimir Poutine, Jean-Marie Bigard, Stéphane Pauwels,  Grand Corps Malade ou Jean-Marc Généreux.

## Spectacles
- Maboul à facettes
- Médisant de scène